# 7903 Albinoni
A 7903 Albinoni (ideiglenes jelöléssel 1996 HV24) a Naprendszer kisbolygóövében található aszteroida. Eric Walter Elst fedezte fel 1996. április 20-án.